# コラアゲンはいごうまん
コラアゲンはいごうまん（本名：森田 嘉宏（もりた よしひろ）、1969年9月29日 - ）は、日本のピン芸人。

## 人物
京都府京都市出身。身長168cm。血液型はA型。大阪NSC7期生。元相方は蛍原徹（1989年から2021年まで同期の宮迫博之と雨上がり決死隊を結成）。
オール巨人に師事しており、弟子修行を終えてからもたびたび巨人のもとを訪れている。

## 来歴
料理人である父と母の間に次男として生まれる。教育熱心であった父からは京都大学への進学を期待され、中高一貫校に入学したが、勉強について行けず落ちこぼれた。16歳の時、大学受験に失敗した兄を憂い、父は酒を飲み暴れ「皆殺しや」と包丁を振り上げた際に、身を挺した母の手の甲に包丁が刺さり、母は泡を吹いて倒れてしまう。この悲惨なエピソード（通称「リアルなまはげ事件」）を、ネタにして友達に話したとき、思わず笑いがあがった。笑ってもらった時に、気持ちが楽になり、その感覚が「芸人的な思想」であることを感じ、お笑いの道へ踏み込んだ。
1988年、NSC（吉本総合芸能学院）に入学。NSC時代に蛍原徹（後の雨上がり決死隊）と「メンズホワイト」というコンビを組むも、在学中に方向性の違いから解散。吉本興業に所属し、オール巨人の二番弟子（1989年6月 - 1990年8月の期間）となる。その後、弟子修行を終え、NSC同期生で当時NGK（なんばグランド花月）の進行係をしていた大塚修司と「電光石火」を結成、早い段階でNGKなどの舞台に出演していた。「電光石火」解散後、「チェイサーズ」というコンビで活動していた山崎雅行と「I少年D」を結成。1995年に第25回NHK上方漫才コンテストで優秀賞を受賞するも、同年9月に「I少年D」を解散し、1999年に上京しフリーとなる。吉本興業の社員に「顔も名前も地味」と評されたこともあり、上京を機に芸名を「コラーゲン配合マン」に改める。
上京後はあらゆるオーディションを受けるも落選が続いたが、2001年に喰始と出会い、唯一真摯なアドバイスを受ける。「売れることは無理でも、唯一無二の芸をやればお笑いで食べていける」と説かれ、喰の指令の下、さまざまな取材を重ねながらその経験を話すという現在の芸風を確立。2003年4月より猫ひろしらと共に、WAHAHA商店所属。に参加。2005年、喰とその知人の姓名判断鑑定士の助言により、芸名を現在の「コラアゲンはいごうまん」に改める。
2015年5月11日、ライブ中に観客席にいた交際中の一般女性にプロポーズし、受諾され婚約、のち結婚。
2017年7月29日、初期の大腸癌罹患の告知を受ける。このことは同年12月の東京単独ライブのサブタイトルにて初めて明かされた。
2020年12月31日、ワハハ本舗を退所してフリーで活動開始。

## 芸風
- ノンフィクションスタンダップコメディ、あるいは体験ノンフィクション・スタンダップと称して自分の体験を長時間たたみかけるようにひたすら語り続けるという、短い尺で笑わせなければならないテレビでは使いづらいと本人も断言する芸を持ちネタとしており、極めてテレビでは露出が少ない。だが、そのスタイルを変える事なく全国をライブで回る地道な活動を続けている。
- ネタは200本以上を数える。最初に出来たネタは、相田みつを美術館を訪れた体験談[1][2]。
- 体当たりの取材がネタの源泉であるが、自身は極度の人見知り[1]。

## 出演

### テレビ
- お笑いネットワーク（若手勝ち抜き企画とれとれワッペンに出演）（読売テレビ）
- オールザッツ漫才（MBSテレビ、1991年・1994年）
- ザ・ノンフィクション年収100万円芸人物語（フジテレビ、2007年12月2日、2012年3月18日再構成放送）
- 銭形金太郎（テレビ朝日）
- たけしの誰でもピカソ（テレビ東京）
- やりすぎコージー（やりすぎ都市伝説のスペシャルに出演）（テレビ東京）
- 草野☆キッド（テレビ朝日）
- 笑点（日本テレビ、2008年7月27日・2009年6月7日）
- 人志松本のすべらない話 Merry Christmas！聖夜スペシャル（フジテレビ、2010年12月25日）
- ダウンタウンDX（読売テレビ、2011年6月23日）
- つながるセブン（ゲスト出演）（J:COM、2011年1月28日・8月8日）
- 探検!秘境駅 〜超maniac travel guide〜（北海道テレビ、2012年4月5日 - 2013年7月26日）
- 有田チルドレン（TBS系列、2015年9月15日）

### ラジオ
- 真夜なかん!かん!“過激団”（ラジオ関西）
- 兵動大樹のほわ〜っとエエ感じ。（ABCラジオ、2015年5月8日「チケット兵動」ゲスト）

### ウェブテレビ
- スピードワゴンの月曜The NIGHT（2022年2月8日、ABEMA）

### Vシネマ
- なにわ極楽会館（BMGビデオ、1996年10月25日）JAN 4988017814710

### CM
- 小学館「ビッグコミックオリジナル」裸犬編

## 作品

### DVD
- コラアゲンはいごうまん 実録・体験ノンフィクション漫談（ハピネット、2012年9月4日）
- コラアゲンはいごうまん 実録・体験ノンフィクション漫談 ＜弐＞（ハピネット、2012年12月21日）

### 著書
- コレ、嘘みたいやけど全部ホンマの話やねん（幻冬舎、2016年5月12日）ISBN 9784344029361
- 実話芸人（幻冬舎文庫、2019年6月11日）ISBN 978-4344428652
  - 「コレ、嘘みたいやけど全部ホンマの話やねん」の内容に、書き下ろし実話を加えて文庫化[7]